# Marquesado de Borghetto

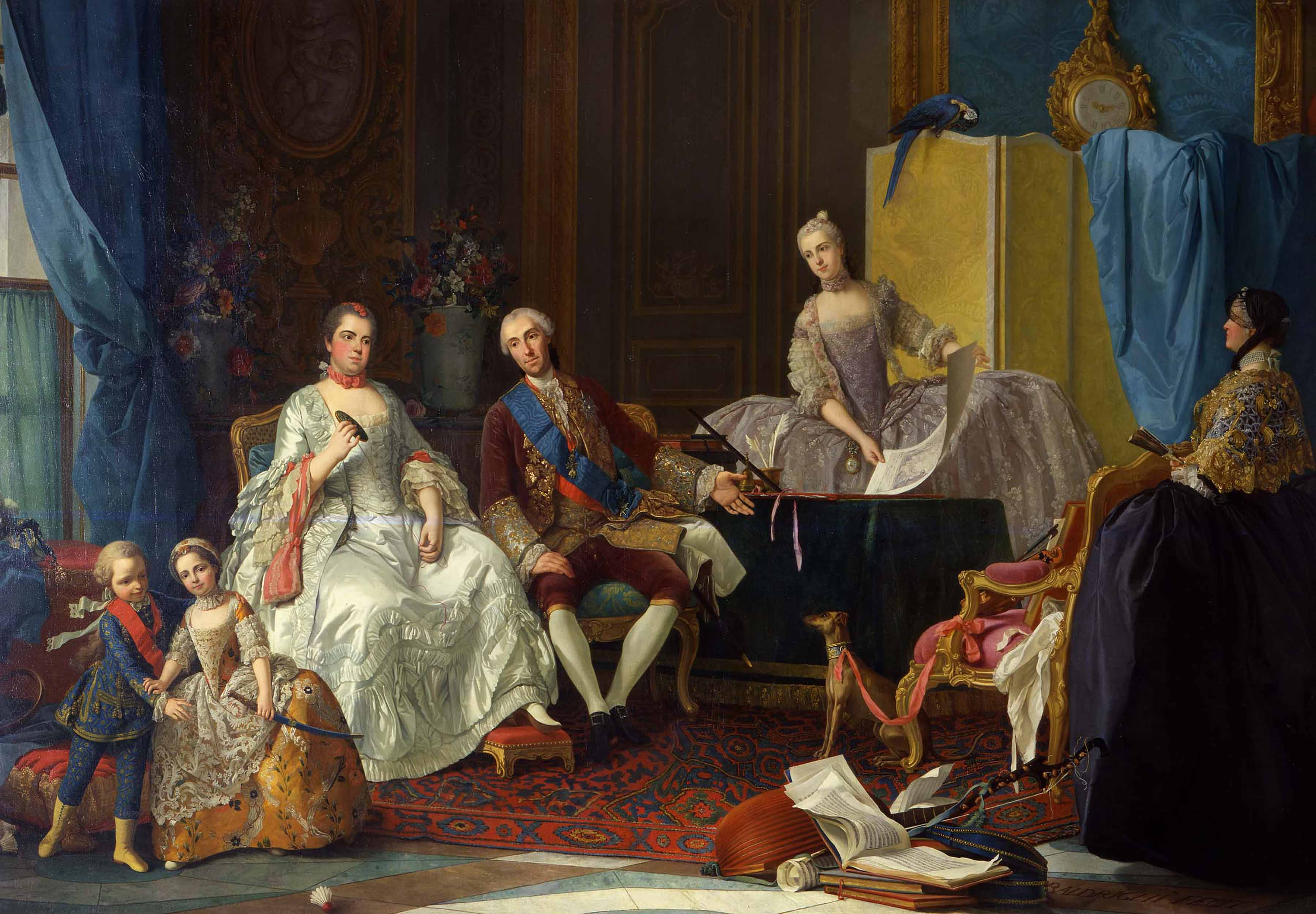
La familia de los duques de Parma por Giuseppe Baldrighi. A la derecha de perfil, Marie Catherine de Bassecourt, I marquesa del Borghetto

Título concedido por Felipe I de Parma, infante de España y duque de Parma, a Marie Catherine de Bassecourt y Thieulaine, dama de honor de su madre, la reina Isabel Farnesio. En 1741 pasó a Parma como aya de los infantes de Parma: la infanta Isabel, que casó con el emperador José II del Sacro Imperio Romano Germánico, el infante Fernando y la infanta María Luisa. Acompañó a la infanta María Luisa cuando vino a casarse con el príncipe de Asturias y desde entonces permaneció en la corte de España. Por su mucha lealtad, grandes méritos y servicios le fue concedido por real carta de 27 de junio de 1765 el título de marquesa del Borghetto.
El rey Alfonso XIII el 7 de febrero de 1903 reconoció este título como título del reino y expidió real carta a favor de Felipe Morenés y García-Alessón, IX marqués de Villarreal de Burriel, diputado y senador, gran cruz de la Orden de Isabel la Católica, en recuerdo de haberlo ostentado sus antepasados en el Ducado de Parma, pasando a ser el I marqués de Borghetto, como título español.

## Marqueses del Borghetto
|                                                   | Titular                                                      | Periodo                        |
| Creación por Felipe I de Parma                    | Creación por Felipe I de Parma                               | Creación por Felipe I de Parma |
| Marqueses del Borghetto                           | Marqueses del Borghetto                                      | Marqueses del Borghetto        |
| ------------------------------------------------- | ------------------------------------------------------------ | ------------------------------ |
| I                                                 | Marie Catherine de Bassecourt y Thieulaine                   | 1745-1790                      |
| II                                                | Francisco González de Bassecourt                             | 1790-1793                      |
| III                                               | Felipe María Pinel y González Ladrón de Guevara y Bassecourt | 1793-1805                      |
| IV                                                | Antonio María Pinel y Ceballos                               | 1785-1848                      |
| V                                                 | María de la Concepción Pinel y Ceballos                      | 1848-1848                      |
| VI                                                | Carlos García-Alessón y Pinel de Monroy                      | 1848-1886                      |
| VII                                               | María Fernanda García-Alessón y Pardo de Rivadeneyra         | 1886-1911                      |
| Reconocido como título del reino por Alfonso XIII |                                                              |                                |
| Marqueses de Borghetto                            |                                                              |                                |
| I (VIII)                                          | Felipe Morenés y García-Alessón                              | 1903-1961                      |
| II (IX)                                           | Felipe Morenés y Medina                                      | 1963-1994                      |
| III (X)                                           | Carlos Morenés y Mariátegui                                  | 1994-actual titular            |

## Historia de los marqueses del Borghetto
- Marie Catherine de Bassecourt y Thieulaine (1693-1770), I marquesa del Borghetto.

Casó con Juan González Valor, teniente general de los reales ejércitos, caballero de la Orden de Santiago, gobernador de Palermo y de Pamplona, I marqués de González. Fueron padres de varios hijos, entre ellos, Miguel, obispo de Arequipa y Vicente, el héroe del sitio de La Habana en 1762. Sucedió su hijo:
- Francisco González de Bassecourt (1720-1793) II marqués del Borghetto, marqués de Grigny y de González (en las Dos Sicilias) y I conde del Asalto —título que le fue concedido en memoria de la heroica muerte de su hermano Vicente en la defensa del castillo del Morro de La Habana frente a los ingleses—), comendador de Mirabel en la Orden de Santiago, teniente general de los ejércitos del rey, sargento mayor, inspector y comandante del regimiento de Reales Guardias de Infantería española, gentilhombre de cámara de S. M. con entrada, gobernador, capitán general del ejército y Principado de Cataluña y presidente de su Real Audiencia.

Casó, en primeras nupcias, con Vicenta Valcárcel y Daoíz  y, en segundas nupcias, con María Josefa de Daoíz y Güendica. Sin descendencia. Sucedió su sobrino:
- Felipe María Pinel y González Ladrón de Guevara y Bassecourt (1746-1805), III marqués del Borghetto, II conde del Asalto, etc., hijo de Francisco Pinel y Ladrón de Guevara y de Gertrudis González y Bassecourt.

Casó con María Josefa de María Carmen de Ceballos y Díaz-Pimienta de Molina Torrezar, marquesa de Ceballos (en las Dos Sicilias). Sucedió su hijo:
- Antonio María Pinel y Ceballos (1780-1848), IV marqués del Borghetto, III conde del Asalto, etc., caballero de la Orden de Carlos III y gran cruz de la Orden de Isabel la Católica.

Casó con Francisca de Paula de Ustariz y Salcedo, II marquesa de Echandía. Sin descendencia. Sucedió su hermana:
- María de la Concepción Pinel y Ceballos (1779-1848), V marquesa del Borghetto, IV condesa del Asalto y dama de la Orden de las Damas Nobles de la Reina María Luisa.

Casó con Félix García-Alessón y Davalillo, III barón de Casa Davalillo, Sucedió su hijo:
- Carlos García-Alessón y Pinel de Monroy (1805-1886), VI marqués del Borghetto, V conde del Asalto, IV barón de Casa Davalillo y caballerizo mayor de la reina Isabel II.

Casó con Dolores Pardo de Rivadeneyra. Sucede su hija:
- María Fernanda García-Alessón y Pardo de Rivadeneyra (1829-1911), VII marquesa del Borghetto, VI condesa del Asalto, marquesa de Ceballos-Carvajal, V baronesa de Casa Davalillo y de la Real Jura.

Casó con Carlos de Morenés y Tord, IV barón de las Cuatro Torres. Sucedió su hijo:
Reconocimiento como título del Reino de España del marquesado de Borghetto
- Felipe Morenés y García-Alessón (1870-1965), I marqués de Borghetto como título del Reino,  IX marqués de Villarreal de Burriel, senador y gran cruz de la Orden de Isabel la Católica.

Casó con María de las Nieves Medina y Garvey, hija de los marqueses de Esquivel. Sucedió su hijo:
- Felipe Morenés y Medina (1911-1994), II marqués de Borghetto.

Casó con María del Carmen Mariátegui y Arteaga, hija de los marqueses de la Guardia y de Quintana de las Torres, grande de España. Sucede su hijo:
- Carlos Morenés y Mariátegui (n. en 1949), III marqués de Borghetto.

Casó con María Fernanda de Basabe y Suárez de Tangil, hija de los marqueses de Miralrío. Es su hija primogénita Carmen Carla Morenés y Basabe (n. en 1977), XII marquesa de Miralrío (desde 2012), inmediata sucesora al título, casada con Gabriel Yermo y Fuentes-Pila. Con sucesión.